# Georges Flamant
Georges Flamant (Tunisi, 3 settembre 1903 – Villiers-le-Bel, 20 luglio 1990) è stato un attore francese.

## Biografia
Nacque a Tunisi nel 1903, quando la Tunisia era un Protettorato francese; figlio di un funzionario del Ministero delle finanze e di un'insegnante universitaria, compì studi di giurisprudenza. Mentre lavorava in una società immobiliare, un suo cliente, l'attore Michel Simon, lo notò e gli offrì di entrare nel mondo del cinema. Approdato agli Studios de Billancourt, nel 1931 venne presentato al regista Jean Renoir che era alla ricerca di un attore per interpretare il ruolo di André Joguin per il suo film La cagna e fu assunto. Firmò un contratto di due anni per interpretare quattro film all'anno. 
Sul set del primo film, si innamorò dell'attrice protagonista, Janie Marèse. La portò nel Midi per trascorrere una vacanza, ma un incidente automobilistico, a causa di una sbandata sulla ghiaia della sua Chrysler, sulla strada per Petite-Corse, vicino a Sainte-Maxime, provocò la morte sul colpo dell'attrice a soli 23 anni. Il mondo del cinema, e in particolare Michel Simon, colpito dall'accaduto, ostracizzò Flamant. Fino al 1943 egli interpretò diciotto film e apparve inoltre in quattro cortometraggi.
Il suo incontro e la sua relazione con Viviane Romance, che sposò nel 1937 e con la quale interpretò alcuni film, rilanciarono la sua carriera fino alla dichiarazione di guerra del 1939. Nel 1941 visse con la Romance a Nizza. Nel dopoguerra, dopo essere apparso nel film italiano 11 uomini e un pallone (1948), tra il 1953 e il 1959 comparve soltanto in quattro pellicole; l'ultima sua interpretazione fu nel celebre film I 400 colpi, diretto da François Truffaut. Successivamente intraprese una carriera nel music hall dove imitò, cantò e traspose le poesie di Paul Géraldy in un linguaggio popolare.
Nel 1976, intervistato da Danièle Sommer per il periodico Télé 7 Jours, espresse tutti i suoi rimpianti per il fallimento della sua carriera:
Nel 1977 fece l'ultima apparizione nell'episodio Maigret et Monsieur Charles della serie televisiva francese Les enquêtes du commissaire Maigret, diretto da Jean-Paul Sassy.
Morì a Villiers-le-Bel nel 1990 all'età di 86 anni.

## Filmografia

### Cortometraggi
- Une heure, regia di Léo Mittler (1932)
- La vitrine, regia di Léo Mittler (1932)
- Imitons-les, regia sconosciuta (1932)
- Le rapide 713, regia di Georges Freeland (1935)

### Lungometraggi
- La cagna (La Chienne), regia di Jean Renoir (1931)
- À moi le jour, à toi la nuit, regia di Ludwig Berger e Claude Heymann (1932)
- La Voix sans visage, regia di Léo Mittler (1933)
- La Terre qui meurt, regia di Jean Vallée (1936)
- La Reine des resquilleuses, regia di Marco de Gastyne (1936)
- Vertigine di una notte (La Peur), regia di Victor Tourjansky (1936)
- Arriva il campione (Les rois du sport), regia di Pierre Colombier (1937)
- Le Puritain, regia di Jeff Musso (1937)
- L'Étrange Monsieur Victor, regia di Jean Grémillon (1938)
- Gibraltar, regia di Fedor Ozep (1938)
- Prisons de femmes de Roger Richebé (1938)
- Terra di fuoco (Terre de feu) regia di Marcel L'Herbier e Giorgio Ferroni (1939)
- La Tradition de minuit, regia di Roger Richebé (1939)
- Rosa di sangue (Angélica), regia di Jean Choux (1940)
- Vénus aveugle, regia di Abel Gance (1941)
- Le Grand Combat, regia di Bernard-Roland ed Henri Decoin (1942)
- Cartacalha, reine des gitans, regia di Léon Mathot (1942)
- Feu sacré, regia di Maurice Cloche (1942)
- Une femme dans la nuit, regia di Edmond T. Gréville (1943)
- 11 uomini e un pallone, regia di Giorgio Simonelli (1948)
- Opération Magali, regia di László Kish (1953)
- Partita a tre (Trois jours à vivre), regia di Gilles Grangier (1957)
- La casa di Madame Kora (Méfiez-vous fillettes), regia di Yves Allégret (1957)
- I 400 colpi (Les Quatre Cents Coups), regia di François Truffaut (1959)

## Doppiatori italiani
- Emilio Cigoli in Rosa di sangue